# Dromiciops mondaca
Dromiciops mondaca (spanisch Mondaca’s monito del monte) ist eine kleine, mausartige südamerikanische Beuteltierart. Die Art wurde im April 2016 neu beschrieben und von der Chiloé-Beutelratte (Dromiciops gliroides) aufgrund morphologischer und molekularbiologischer Unterschiede abgetrennt. Die Cytochrom-b-Gene der mitochondrialen DNA von Dromiciops mondaca und der Chiloé-Beutelratte unterscheiden sich zu 8,2 %. Das Art-Epitheton mondaca ehrt Fredy Mondaca, der über zwei Jahrzehnte lang die Säugetiersammlung der Universidad Austral de Chile betreut hat. Dromiciops mondaca ist bisher nur aus zwei kleinen, dicht beieinander liegenden Gebieten in der Küstenkordillere der Región de Los Ríos in Südchile bekannt.

## Merkmale
Der Holotyp von Dromiciops mondaca hat eine Gesamtlänge von 20 cm, davon entfallen 11 cm auf den Schwanz. Der Hinterfuß ist 19 mm lang, die Ohren 16 mm. Das Tier ist 15 g schwer, hat ein braunes Rückenfell mit einer mittig liegenden dunkelbraunen Zone, die sich von der Kopfoberseite bis zu den Hüften erstreckt, und einen weißlichen Bauch. Die Haare des Bauchfells haben dunkelgraue Basen. Die drei Dromiciops-Arten unterscheiden sich vor allem hinsichtlich ihrer Schädelmorphologie. Dromiciops mondaca hat eine lange, schmale, spitz zulaufende Schnauze, eine in der Mitte eingebuchtete Stirn und einen abgerundeten Hirnschädel. Von der Seite gesehen sieht der Schädel abgerundet aus, die Ränder der Schnauze sind von oben gesehen konkav. Die oberen Eckzähne sind doppelt so lang wie die Schneidezähne.
Dromiciops mondaca ist nachtaktiv, verbringt den Tag in Nestern, die Vogelnestern ähneln, und fällt bei niedrigen Umgebungstemperaturen in einen Topor, einen Ruhezustand mit abgesenkter Körpertemperatur, bei dem der Energiebedarf stark eingeschränkt ist.